# Stronger than you know
「Stronger than you know」 (ストロンガー・ザン・ユー・ノウ) は、アオシュエン・リが日本語で録音したカバー曲で、2021年6月9日に曲はユーチューブで公開された。

## 概要
2018年12月25日に発売されたシングル「三二一」が、2018年日本のクリスマス・イブのヒット曲Top100にランクインした。2019年9月30日、彼の最初のパーソナルピアノオリジナル音楽EP「ME」をリリースしました。それはリリースしたから24時間以内にSpotifyによってスイスの五つTOPリストに含まれていました。2020年3月31日、新型コロナウイルス感染症 (2019年)のために作曲した日本語歌曲「境界のある世界で」を発表した。曲は、彼が作曲し、日本人の女性歌手の相澤香純が作詞と歌うことを担当した。2021年3月24日、日本「LGBT平等法」求める10万筆超の署名を自民党に提出。25日、彼は性的少数者を支持したいと表明した。5月19日、彼は自身が日本語の歌詞を書き直して、曲をカバーした。6月9日、曲はユーチューブで公開された。